# Stan Marcu
Stan Marcu (d. 5 iulie 1995, București) a fost un general român, care a îndeplinit funcția de comandant al Armatei a II-a (1960-1963).
După absolvirea Școlii de ofițeri, îndeplinește funcțiile de comandant de pluton, companie și batalion în Regimentul 3 Infanterie voluntari, apoi comandant de regiment și al Divizie 63 Mecanizată Craiova (oct. 1950 - dec. 1951). Este numit apoi comandant al Corpului 38 Armată (aprilie 1952 - martie 1955), șef de stat major al Regiunii a 3-a Militare (1955-1956), șef al Direcției Operații din Marele Stat Major (1956 - 1959) și comandant al Regiunii a 2-a Militare (1959-1960).
În perioada 1 mai 1960 - 14 iunie 1963, generalul-locotenent (cu 2 stele) Stan Marcu a îndeplinit funcția de comandant al Armatei a II-a, cu comandamentul la București. În anul 1963, este numit în funcția de prim-locțiitor al șefului D.P.L., apoi devine comandant al Comandamentului Militar Teritorial București (august 1969 - 1978). A fost înaintat la gradul de general-colonel (cu 3 stele) la 20 august 1969.
În paralel, în perioada 1958-1964, generalul Stan Marcu a fost președinte al Federației de Călărie și Pentatlon Modern.
A decedat la data de 5 iulie 1995 la București.

## Distincții
- Ordinul „23 August” clasa a IV-a (12 august 1959) „pentru contribuție activă la întărirea regimului democrat-popular”[2]
- Ordinul „23 August” clasa a III-a (10 august 1964) „pentru merite deosebite în opera de construire a socialismului, cu prilejul celei de a XX-a aniversări a eliberării patriei”[3]